# Рагозинка (кратер)
Рагозинка (рагозинская астроблема) — метеоритный кратер в Свердловской области России, в районе города Нижний Тагил.
Кратер диаметром около 9 километров. Глубина — 550—600 м. В окрестностях кратера имеются отрицательные магнитные и гравитационные аномалии.
Кратер оконтурен зоной разломов шириной 5—7 км, на местности выделяется валом высотой до 40 метров, в северной части этот вал прорезан долиной реки Рагозинка.
Предполагается, что кратер образовался в результате падения метеорита размером от 50 до 320 м (оценки в предположении, что метеорит был железным либо каменным, соответственно) в мелкий морской бассейн примерно 46 ± 3 млн лет назад, в эоцене.